# ローラ・ゴンザレス
ローラ・ゴンザレス（Lola González、1965年9月28日 - ）は、メキシコ・チワワ州シウダー・フアレス出身の女子プロレスラー。本名はマリア・ドローレス・ゴンザレス。妹のレスリー・ゴンザレスもルチャドーラ。フィッシュマンは元夫。

## 来歴
1975年にUWAでデビューし、NWAでも活動。
1978年1月、全日本女子プロレスに初来日。
1981年にUWA世界女子王座を獲得。
1986年に旗揚げされたジャパン女子プロレスにも参戦。
その後、CMLLに移り、1992年、初代CMLL世界女子王座をブル中野と争うが、敗退。
1994年、FMW参戦。
1995年、初代TWF世界女子シングル王座を獲得し、日本ではJd'を主戦場とする。
現在はAAAでプロモーターを兼任しつつ現役を続けている。

## 獲得タイトル
- メキシコ女子王座
- TWF世界王座
- NWAカリフォルニア女子王座
- UWA世界女子王座
- WWA世界女子王座

## 得意技
- タパティア
- カンパーナ
- ゴリー・スペシャル